# Campo Elías Delgado
Campo Elías Delgado Morales (Chinácota, Norte de Santander, 14 de mayo de 1934-Bogotá, 4 de diciembre de 1986) fue un asesino relámpago colombiano. El 4 de diciembre de 1986, asesinó a 29 personas (entre ellas su madre) e hirió a 15 más en tres sitios de Bogotá: un edificio del norte donde dictaba clases particulares de inglés, el edificio donde vivía y el restaurante Pozzetto, que visitaba regularmente. El crimen se conoce como «la masacre de Pozzetto».

## Biografía
Delgado Morales nació como hijo de padres venezolanos, el 14 de mayo de 1934, en el municipio colombiano de Chinácota a las 7:30 de la noche. De eso dio fe su padre Elías Delgado ante la notaría de Durania, tres días después, y sirvieron como testigos Jaime Ariza y Jesús María Gamboa, según reza en el folio 11, considerado única prueba física de su nacimiento: 
En el municipio de Chinácota, departamento Norte de Santander, República de Colombia, a diez y siete de mayo de mil novecientos treinta y cuatro, se presentó el señor Elías Delgado(30/3/1907, Rubio, Tachira); varón mayor de edad, de nacionalidad venezolana, domiciliado en este municipio y declaró: que el día 14 de los corrientes a las 7:30 de la noche, en la casa de habitación del declarante situado en esta población, nació un niño quien se ha dado el nombre de Campo Elías, hijo legítimo del declarante y de Rita Elisa Morales Nieto, (1/4/1912, Santa Ana, Tachira) también venezolana y vecina de este municipio. Abuelos paternos Mercedes Delgado y maternos Luis María Morales y Elisa Nieto. Fueron testigos los señores Jaime Ariza y Jesús María Gamboa. En fe de la cual se firma la presente acta.[cita requerida]
En 1939, cuando tenía 5 años, viajó con sus padres a Chinácota y de allí a Bucaramanga. Después de estudiar en el Provincial de Pamplona, rompe relaciones con su madre y parte rumbo a Argentina, donde contrae matrimonio y tiene un hijo. Cuando se entera del suicidio de su padre en un parque de Bucaramanga decide enrolarse con las fuerzas militares de Estados Unidos. 
Durante un tiempo vivió en las calles de Nueva York. Después de pelear con un ladrón, regresó a Bogotá. Delgado impartía clases privadas de inglés y estudiaba Lenguas Modernas en la Universidad Javeriana de Bogotá. Era incapaz de desarrollar relaciones o amistades con otras personas y culpaba a su madre; con los años el resentimiento contra su madre creció hasta culminar con su asesinato y la masacre posterior.[cita requerida]

## Servicio militar en Estados Unidos
De acuerdo con el Registro Nacional de Personal de Estados Unidos, Campo Elías Delgado prestó servicio militar con el ejército de ese país entre el 12 de agosto de 1975 y el 11 de agosto de 1978. Recibió alta honorable con rango de Sargento Primero E-7. Si ingresó a las filas en 1975, es imposible que haya estado en Vietnam con el ejército estadounidense.
Según su compañero de batallón Art Fealey, Campo Elías sirvió en la 5° infantería en la zona del canal de Panamá como especialista médico. Luego estuvo estacionado en el centro médico del ejército en El Paso, Texas, hasta que terminó su servicio en 1978.

## Masacre

### Preparación
El 3 de diciembre de 1986, alrededor del mediodía, Delgado ingresó al Banco de Bogotá para cerrar su cuenta bancaria y retirar sus ahorros de $49,896.93. Cuando el cajero le entregó una cifra redondeada de $49,896.50 (aproximadamente 3.000.000 en la actualidad - el valor en su cuenta equivalía a cerca de tres smlnv) Delgado insistió en que le entregara los 43 centavos restantes. En la tarde del mismo día o en la mañana siguiente, Delgado compró un revólver Smith & Wesson Modelo 31-1 calibre .32 y 500 balas de munición.

### Asesinatos
La masacre ocurrió al anochecer del 4 de diciembre de 1986. Los asesinatos comenzaron horas antes en el apartamento de una de sus estudiantes de inglés, donde mató a su alumna y a la madre con un cuchillo de caza. De ahí, Delgado regresó al edificio donde residía con su madre y en su apartamento llenó un maletín con municiones y cargó su arma. Luego, asesinó a su madre de un disparo en la cabeza después de una discusión, envolviendo su cadáver en periódicos, rociándolo con gasolina y prendiéndole fuego. Salió del apartamento y corrió por el edificio gritando “¡Fuego! ¡Fuego!”, llamando a los otros residentes para que abrieran y lo dejaran llamar a los bomberos. Así asesinó a seis personas más, uno de ellos con el mismo cuchillo que llevaba en el maletín. Luego se dirigió al restaurante Pozzetto, llevando su revólver, cinco cajas de municiones en un maletín y su cuchillo, que desechó durante su recorrido por las instalaciones del restaurante. 
Delgado llegó al restaurante hacia las 7:30 de la noche y pidió la cena. Una hora después comenzó a disparar a los otros comensales. Una mujer logró llamar a la policía, que llegó cuando Delgado ya había asesinado a una decena de personas. Su método era arrinconar a las víctimas, dispararles a quemarropa en la cabeza y continuar con la siguiente persona. Quince personas más resultaron heridas. Murió tras cometer estos asesinatos. Hay versiones contradictorias sobre la causa de su muerte, unas aseguran que se suicidó, mientras otras señalan que fue abatido por la policía.

## Víctimas

### Muertes
1. Nora Isabel Becerra de Rincón
2. Claudia Esperanza Bermúdez Durán (segunda víctima)
3. Claudia Marcela Rincón, 14 (hija de Nora Becerra)
4. Rita Elisa Morales de Delgado (su madre)
5. Gloria Isabel Agudelo León, 50
6. Gloria Inés Gordi Galat
7. Nelsy Patricia Cortés, 26
8. Matilde Rocío González Rojas, 23
9. Mercedes Gamboa González, 20
10. María Claudia Bermúdez Durán
11. Diana Cuevas, 45 (ejecutiva de la revista Cromos)
12. Carlos Alfredo Cabal Cabal (líder del Nuevo Liberalismo en el departamento del Valle)
13. Consuelo Pezantes Andrade
14. Antonio Maximiliano Pezantes
15. Hernando Ladino Benavides, 41
16. Grace Guzmán Valenzuela
17. Giorgio Bindi Vanelli
18. Zulemita Glogower Lester
19. Álvaro J. Montes
20. Jairo Enrique Gómez Remolina (director de la revista Vea)
21. Rita Julia Valenzuela de Guzmán, 51
22. Andrés Montaño Figueroa
23. Álvaro Pérez Buitrago (Mayor del Ejército colombiano)
24. Sonia Adriana Alvarado
25. Guillermo Umaña Montoya
26. Margie Cubillos Gallego, 13
27. Laureano Bautista Fajardo
28. Sandra Henao de López
29. José Darío Martínez (inicialmente herido pero murió después)

### Heridos
1. Víctor Mauricio Pérez Serrano
2. Maribel Arce de Pérez
3. Juliet Robledo
4. Judith Glogower Lester
5. Miriam Ortiz de Parrado
6. Alfonso Cubillos
7. Yolanda Garzón de Cubillos
8. John Cubillos Garzón
9. Pedro José Sarmiento
10. N.N.
11. N.N.
12. N.N.

## En la cultura popular
En 1989, el programa Este es mi caso de la programadora AMD Televisión, adaptó la historia, pero fue censurada y sancionada por emitir la historia en horario familiar.
El programa unitario Unidad Investigativa de RCN hizo un episodio sobre el hecho con José Luis Paniagua interpretando a Campo Elías. 
En 2002 el escritor colombiano Mario Mendoza publicó Satanás, una novela testimonio que analiza el caso de Delgado. Mendoza conoció a Delgado en Bogotá cuando era estudiante de literatura, y sostuvieron una amistad a partir de la literatura, la cual compartían. Había conversado con él unas horas antes de la masacre. Ese año la novela recibió el premio Biblioteca Breve.
En 2006, el productor de cine colombiano Rodrigo Guerrero y el director Andi Baiz realizaron la adaptación al cine de esta novela, enmarcando el caso en un contexto de soledad urbana en el mundo moderno, para dar luces sobre las motivaciones y ansiedades de Campo Elías Delgado, a quien en la película se llama Eliseo, interpretado por Damián Alcázar, pero evitando conclusiones explícitas al respecto.